# Schistura alepidota
Schistura alepidota és una espècie de peix de la família Balitoridae i de l'ordre dels cipriniformes que es troba al Pakistan i al riu Indus al seu pas per la Xina.